# Beascochea-Bucht
Die Beascochea-Bucht (französisch Baie Beascochea, spanisch Bahía Beascochea, englisch Beascochea Bay) ist eine Bucht an der Graham-Küste des Grahamlands auf der Antarktischen Halbinsel. Sie liegt südlich des Kap Pérez und nördlich der Barison-Halbinsel.
Entdeckt, jedoch unzureichend beschrieben wurde die Bucht 1898 von Teilnehmern der Belgica-Expedition (1897–1899) unter der Leitung des belgischen Polarforschers Adrien de Gerlache de Gomery. Eine erneute Sichtung folgte während der Vierten Französischen Antarktisexpedition (1903–1905) unter der Leitung Jean-Baptiste Charcots. Charcot benannte die Bucht nach dem argentinischen Hydrographen Mariano Beascochea (1869–1943), der seiner Expedition 1904 in Ushuaia behilflich war.